# Jean Dabin
Jean Dabin (Liegi, 9 luglio 1889 – 13 agosto 1971) è stato un giurista belga.